# MLB 2K
MLB 2K é uma série se jogos de jogos eletrônicos de beisebol desenvolvido pela Visual Concepts e Kush Games e publicado pela 2K Sports. A série foi criadaem substituição a série World Series Baseball da Sega e a ESPN Baseball, a primeira edição foi a 2K5 lançada em 2005 e a última foi a 2K13 lançada em 2013.

## Jogos
| Nome                       | Plataformas                                                                                               | Jogador da capa                      |
| -------------------------- | --- | ------------------------------------ |
| Major League Baseball 2K5  | PlayStation 2, Xbox                                                                                       | Derek Jeter (New York Yankees)       |
| Major League Baseball 2K6  | GameCube, PlayStation 2, PlayStation Portable, Xbox, Xbox 360                                             | Derek Jeter (New York Yankees)       |
| Major League Baseball 2K7  | Game Boy Advance, GameCube, Nintendo DS, PlayStation 2, PlayStation Portable, Xbox, Xbox 360              | Derek Jeter (New York Yankees)       |
| Major League Baseball 2K8  | PlayStation 2, PlayStation 3, PlayStation Portable, Wii, Xbox 360                                         | José Reyes (New York Mets)           |
| Major League Baseball 2K9  | Microsoft Windows, Xbox 360, PlayStation 3, PlayStation 2, PlayStation Portable, Wii                      | Tim Lincecum (San Francisco Giants)  |
| Major League Baseball 2K10 | Microsoft Windows,Xbox 360, PlayStation 3, PlayStation 2, Wii, Nintendo DS, PlayStation Portable, OnLive  | Evan Longoria (Tampa Bay Rays)       |
| Major League Baseball 2K11 | Xbox 360, PlayStation 3, PlayStation 2, PlayStation Portable, Wii, Nintendo DS, Microsoft Windows, OnLive | Roy Halladay (Philadelphia Phillies) |
| Major League Baseball 2K12 | PlayStation 2, PlayStation 3, PlayStation Portable, Microsoft Windows, Nintendo DS, Wii, Xbox 360, OnLive | Justin Verlander (Detroit Tigers)    |
| MLB 2K13                   | PlayStation 3. Xbox 360                                                                                   | David Price (Tampa Bay Rays)         |